# Piotr Jednooki
Piotr Jednooki, Monoculus (ur. ? w zamku Marlac w okolicy Cluny, zm. 29 października 1186) – francuski cysters i opat.

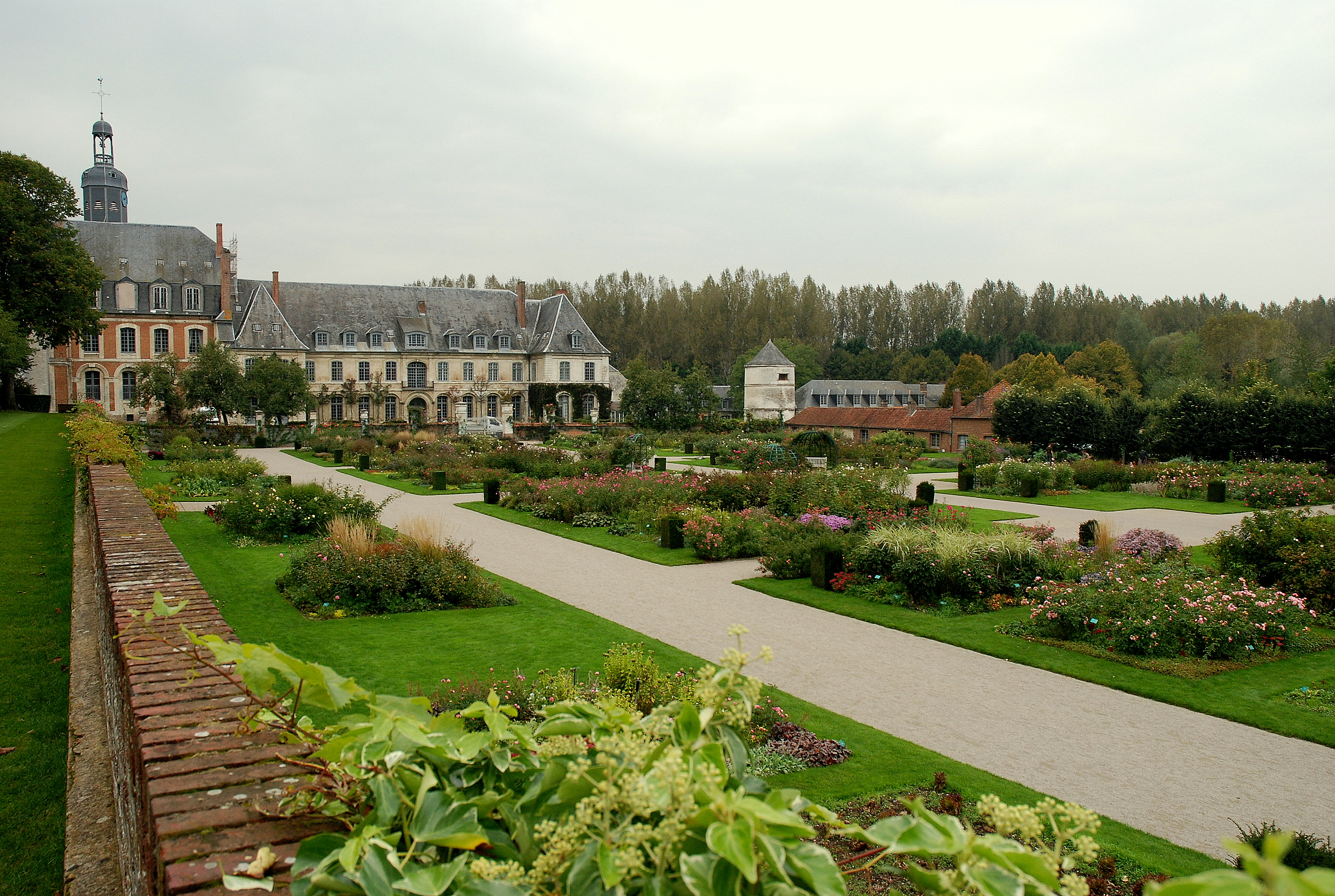
Opactwo Valloires gdzie Piotr Jednooki był opatem

Pochodził z arystokratycznej rodziny, spokrewnionej z panującą dynastią. Do zakonu cystersów wstąpił w Arcis-le-Ponsart, gdzie znajdowało się opactwo Matki Bożej założone w 1126 r. przez św. Bernarda. Od 1155 r. był tam przeorem, a następnie został opatem Valloires. Choroba pozbawiła go oka i od tego czasu zyskał przydomek Jednookiego. W kolejnych latach wybrany opatem Igny (1169 r.), a dziesięć lat później został powołany na stanowisko następcy, zamordowanego dwa lata wcześniej Gerarda i Henryka (kardynała i biskupa Ostii). Jego rezygnacji z tego stanowiska nie przyjął Ludwik VII. Na polecenie papieża Lucjusza III zreformował, zbuntowaną przez konwersów, kongregację w Granmont, a po przyjeździe do Rzymu udzielił mu ostatniego sakramentu. Zachorował w czasie wizytowania opactw przyłączonych do Clairvaux. Zmarł w drodze do Foigny w departamencie Aisne.
Jego wspomnienie cystersi obchodzili 18 maja.